# 萊蒙山天文台
萊蒙山天文台（英語：Mount Lemmon Infrared Observatory）是位在亞利桑那大學北方73公里處，聖卡特林那山內科羅納多國家森林（Coronado National Forest）的天文台。

## 概述
萊蒙山天文台的地點原本是位於亞利桑那州圖森附近泰坦二號洲際飛彈的控制中心，之後再做為北美空防司令部的雷達站。該址轉移至亞利桑那大學所屬史都華天文台使用後，該地就成為紅外線望遠鏡柯伊伯機載天文台的技術支援中心。當地至今仍有少數的軍事設施，當地的一個雷達塔是用來追蹤新墨西哥州白沙飛彈靶場和加州范登堡空軍基地的飛彈和火箭，現已停止使用。
該天文台經常是亞利桑那大學校友會的天文營活動舉辦地點。

## 望遠鏡
萊蒙山天文台上有七個望遠鏡。其中一個口徑1.5公尺望遠鏡是卡特林那巡天系統在幾乎每個可觀測夜晚使用。還有一個口徑0.6公尺望遠鏡由Mt. Lemmon Sky Center操作。
其他五個望遠鏡包含口徑1.5公尺的Minnesota望遠鏡、Jamieson望遠鏡和一個由南韓遙控的自動望遠鏡。一個口徑1公尺的自動望遠鏡已經由卡特林那巡天系統安裝以提供自動追蹤觀察新發現的近地天體。

## 外部連結
- Mount Lemmon SkyCenter （页面存档备份，存于） - official site
- Mt. Lemmon Observatory Clear Sky Clock （页面存档备份，存于）